# 오즈의 성
오즈의 성(Castle of OZ)은 대한민국 경기도 용인시 처인구 포곡읍 전대리 199에 위치한 에버랜드의 매직랜드에 존재했던 실내 체험형 놀이시설이다. 개장 당시 어트랙션 매니아들에게 큰 인기와 반응을 불러일으켰으나 5살 남자아이 이용객의 손가락이 절단된 사고가 발생해 운영을 중단하게 된 어트랙션이기도 하다.

## 특징
오즈의 성은 1995년 6월 23일부터 2014년 11월까지 19년 간 운영된 시설로 다양한 장애물을 지나 통과하도록 설계된 일종의 체험형 어트랙션이다. 크기가 웅장해서 모든 코스를 다 돌려면 꽤나 많은 운동량이 요구되었으며, 성의 내부는 A 코스와 B 코스로 나뉘어진 한편, 2층 가운데에 있는 파트가 A 코스에 있어서 항상 A 코스가 줄이 더 길었다. 3층까지 올라간 후 1층으로 다시 내려가려면 미끄럼틀을 타고 내려가야 했는데, 미끄럼틀 탑승이 부담스러운 이용객이 있거나 정전기가 일어날 경우에 대비해서 옆의 계단으로 대신 내려가는 것도 가능했다.

## 사고 및 철거
하지만 2014년 11월 5일경, 오즈의 성에서 대형 사고가 일어났다.
당일 오즈의 성을 이용하던 5살 남자 어린이가 내부 회전발판에서 넘어지면서 발판과 회전판 사이의 1cm 틈에 손가락이 빨려들어가 절단된 사고가 발생했으며, 검지, 중지, 약지 3분의 2마디가 절단되었고 안타깝게도 검지 외 나머지는 봉합에 실패했다고 한다.
당시 사고 현장에 안전요원이 배치되지 않았단 사실이 전해지며 에버랜드 측의 과실이 인정되었고, 결국 이 사고로 인해 오즈의 성은 철거되고 2015년 10월 9일에 매직 쿠키 하우스란 새로운 실내 체험형 어트랙션으로 바뀌었다.